# Crazy World
Crazy World är ett album från 1990 av den tyska rockgruppen Scorpions. Albumet innehåller två av bandets mest kända låtar i Wind of Change och Send Me an Angel.

## Låtlista
| 1. | Tease Me Please Me       | Klaus Meine, Herman Rarebell, Vallance | Matthias Jabs, Jim Vallance | 4:44 |
| 2. | Don't Believe Her        | Rarebell, Meine, Vallance              | Rudolph Schenker, Vallance  | 4:55 |
| 3. | To Be with You in Heaven | Meine                                  | Schenker                    | 4:48 |
| 4. | Wind of Change           | Meine                                  | Meine                       | 5:13 |
| 5. | Restless Nights          | Meine, Rarebell, Vallance              | Schenker                    | 5:44 |

| 6.  | Lust or Love         | Meine, Rarebell, Vallance           | Meine                      | 4:22 |
| 7.  | Kicks After Six      | Rarebell, Meine, Vallance           | Francis Buchholz, Vallance | 3:49 |
| 8.  | Hit Between the Eyes | Rarebell, Meine, Vallance           | Schenker                   | 4:33 |
| 9.  | Money and Fame       | Jabs, Rarebell                      | Jabs                       | 5:06 |
| 10. | Crazy World          | Meine, Schenker, Rarebell, Vallance | Schenker                   | 5:08 |
| 11. | Send Me an Angel     | Meine                               | Schenker                   | 4:34 |

### Fotnoter
1. ↑  ”Crazy World” (på engelska). Discogs. 11 mars 1990. http://www.discogs.com/Scorpions-Crazy-World/master/29297. Läst 4 mars 2015.